# Reginald Blomfield
Sir Reginald Blomfield (Bow, 1856. december 20. – London, 1942. december 27.) brit építész, kerttervező, építészeti szakíró, számos első világháborús nemzetközösségi temető és emlékmű tervezője.

## Ifjúsága
A devoni Bow egyházközségben született, ahol apja, George John Blomfield segédlelkészként tevékenykedett. Anyja, Isabella távoli unokatestvére volt az apjának, második lánya Charles Blomfield londoni püspöknek. Kentben nőtt fel, mivel apja 1857-ben Dartford, majd 1868-ban Aldington lelkésze lett. A hertfordshire-i Haileybury bennlakásos iskolájában, majd az oxfordi Exeter College-ban tanult.

## Pályafutása
Miután végzett Oxfordban, egy évet Európában töltött, majd nagybátyjánál, Arthur Blomfield építészirodájában helyezkedett el 1881 augusztusában. Mellette beiratkozott a Royal Academy Schoolsba, ahol építészetet tanult. 1881-ben felvették a brit építészek intézetébe (Royal Institute of British Architects).
1884 elején befejezte tanulmányait, és kilépett nagybátyja cégéből. Franciaországban és Spanyolországban töltött négy hónapot, majd visszatért Londonba, és irodát nyitott a Southampton Street 17-ben. Itt volt irodája Edward Schroeder Prior építésznek is, akinek révén megismert más építészeket Richard Norman Shaw köréből: Mervyn Macartneyt, Ernest Newtont és Gerald Horsley-t. Shaw hatására részt vett a művészek céhének (Art Workers Guild) megalapításában. Emellett építészeti illusztrátorkén és szerzőként dolgozott újságoknak.
1886-ban Blomfield feleségül vette a rye-i Henry Burra lányát. Rye környékén számos vidéki házat tervezett, köztük a sajátját 1885 és 1914 között. Munkájának inspirációját az angol és francia reneszánszból vette. Kapott megrendeléseket egyetemi és kereskedelmi épületekre is. 1890-ben egyik alapítója volt a  Kenton & Company cégnek. 1912 és 1914 között a a Royal Institute of British Architects elnöke volt.

### A háború után
1918. március 15-én kinevezték a birodalmi hadisírbizottság (Imperial War Graves Commission) egyik vezető építészének, és a következő kilenc évben temetőket, emlékműveket tervezett az első világháború nyugati frontjára. Ő tervezte meg az Áldozat keresztjét (Cross of Sacrifice), amely a legtöbb nemzetközösségi temetőben helyet kapott. Sir Aston Webbel és Sir W. Hamo Thornycrofttal számos londoni emlékművet tervezett, például a Brit Királyi Légierőét. Áll emlékműve Leedsben, Lutonban és Torquay-ban. Száztizennyolc temető megtervezésében vett részt, köztük a  Lijssenthoek sírkertében.
1919-ben a belgiumi Ypres-be küldték, hogy megtervezze annak a negyvenezer katonának az emlékművét, aki a környéken folyó harcokban esett el, de sírhelye ismeretlen. Itt készítette el karrierjének talán legismertebb alkotását, a Menin Gate-emlékhelyet. 1928. március 31-én befejezte a munkát a bizottságnál. 1913-ban király aranyérmet kapott, 1919-ben lovaggá ütötték.

## Szakíróként
Reginald Blomfield kertépítőként szerzett hírnevét elsősorban a The Formal Garden in England című könyvének köszönheti, amely 1892-ben látott napvilágot. Más munkái: History of Renaissance Architecture in England, 1500–1800 (1897), History of French Architecture, 1494–1661 és 1661–1774 (1911 és 1912), Memoirs of an Architect (1932). 1934-ben vitát kavaró cikke jelent meg Modernismus címmel az Architectural Review-ban a nemzetközi modernizmus ellen.

## Ismertebb épületei, emlékművei
- Menin Gate-emlékhely
- Kinnaird House
- Lambeth híd
- United University Club
- Lady Margaret Hall
- Ypres-i Szent György-emléktemplom
- Quadrant ház
- Sherborne-i lányiskola

## Blomfield alkotásai

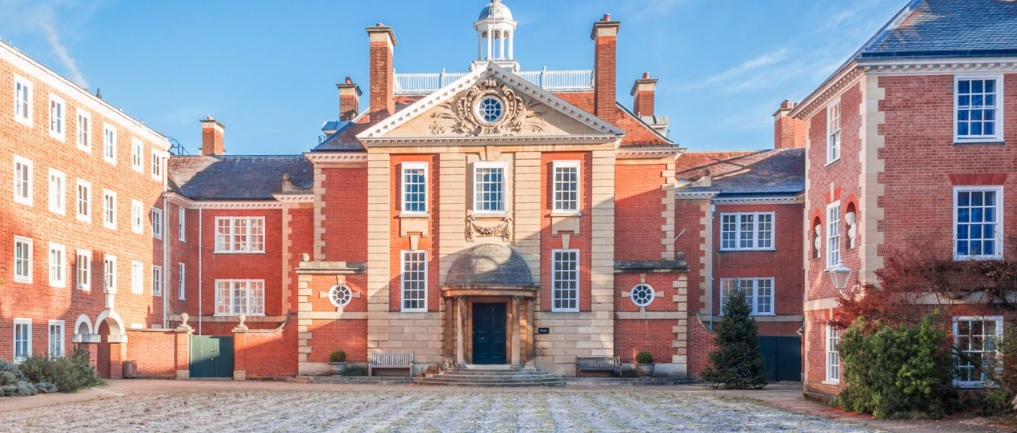
lady Margaret Hall
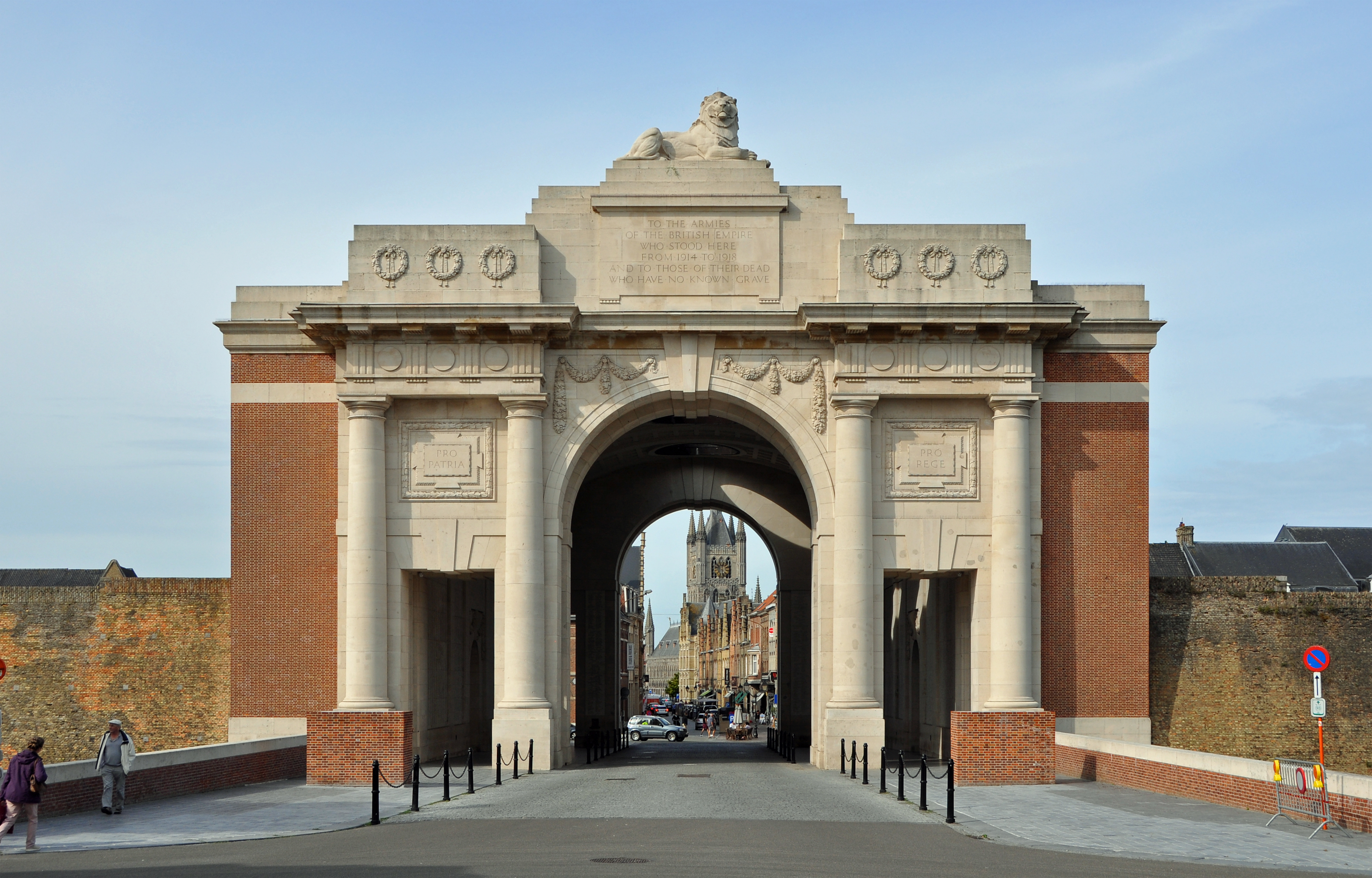
Menin Gate-emlékhely
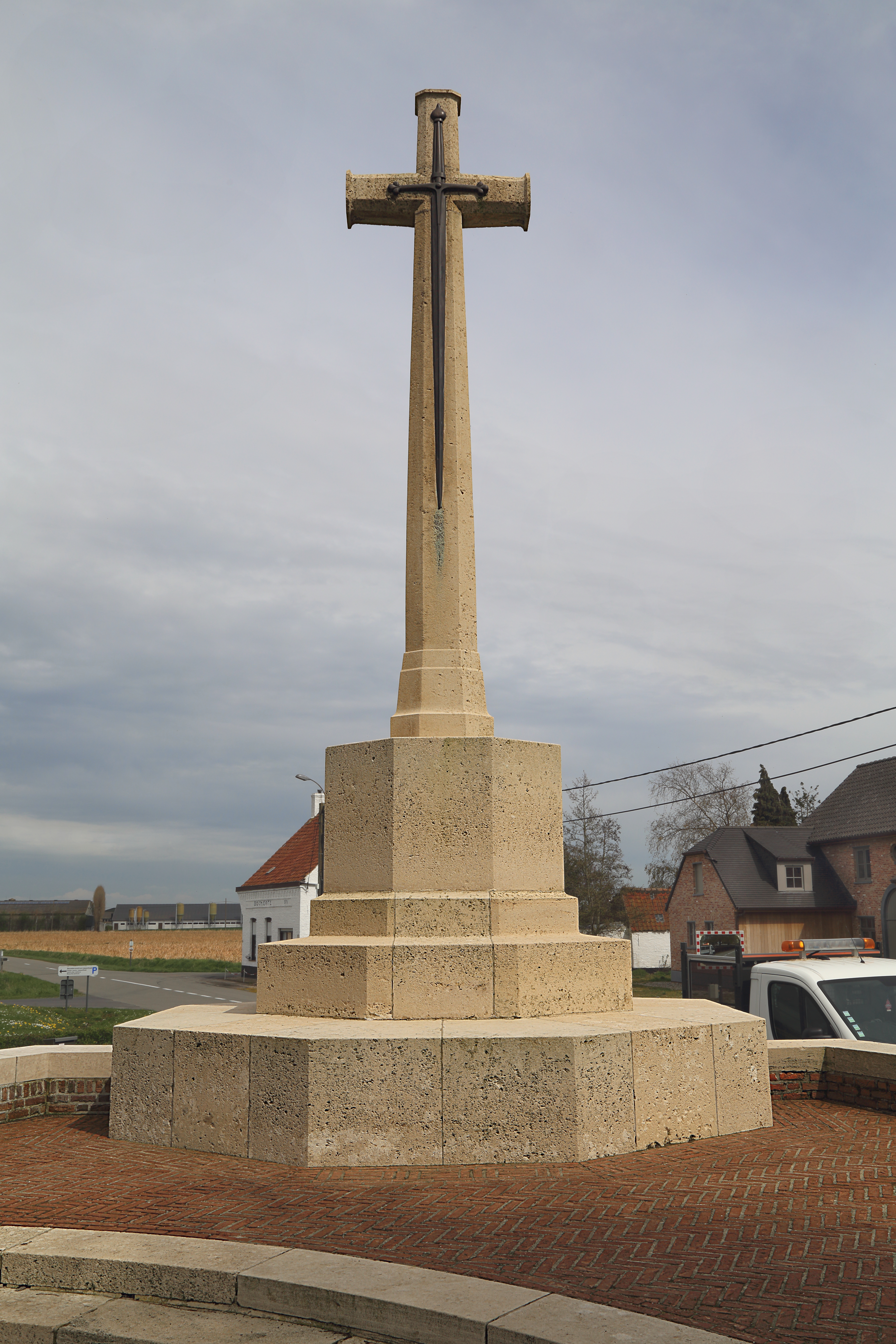
Áldozati kereszt
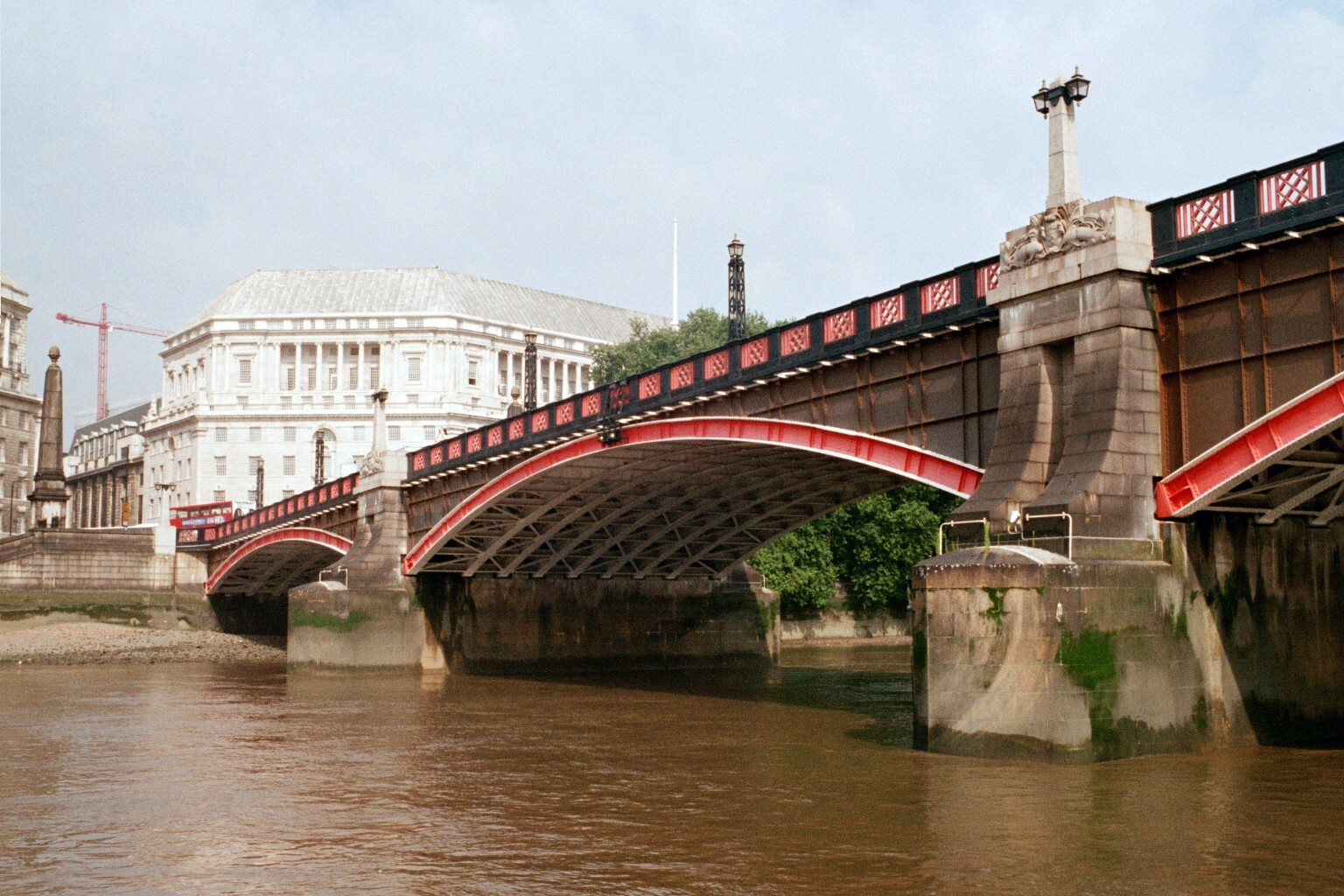
Lambeth híd
Quadrant ház